# Cazul Bodnariu
Cazul Bodnariu este o dispută între o familie româno-norvegiană, Marius Bodnariu (cetățean român) și Ruth Bodnariu (cetățean norvegian) și Serviciul de protecție a copilului din Norvegia, Barnevernet, în care cei cinci copii ai familiei au fost preluați pe 16 noiembrie 2015 în custodia statului norvegian, după ce părinții acestora au fost acuzați de folosirea violenței fizice asupra copiilor lor. S-a afirmat că acest caz s-a bazat pe probleme religioase. Deși această acuzație s-a dovedit a fi nefondată, controversa a determinat diverse grupări creștine să protesteze față de acțiunile autorităților norvegiene.

## Familia
Marius și Ruth Bodnariu  s-au cunoscut în România și locuiesc în Norvegia de peste zece ani, în satul Redal din comuna Naustdal. Școala copiilor este în satul Vevring, iar serviciul local de protecția copilului este în Naustdal. Marius Bodnariu lucrează la primărie ca IT-ist și este responsabil al comitetului de părinți atât la școală, cât și la grădiniță. Mama copiilor este asistentă medicală de specialitate pediatrică la spitalul din orașul Førde și a lucrat inclusiv în cadrul unui serviciu de asistență pentru copii care au fost luați în custodie de la familiile lor.
Marius a fost angajat al ROMATSA și a lucrat ca profesor de informatică la „Fundația Ajutorarea Copiilor Străzii”, o fundație cu sponsori din Norvegia și Suedia. Ruth venise voluntar la aceasta fundație, și ulterior i-a devenit soție. Ambii sunt membri ai cultului Penticostal. În noiembrie 2015 familia avea 5 copii: Eliana - 9 ani, Naomi - 7 ani, Matei - 5 ani, Ioan - 2 ani și Ezekiel -4 luni. Toți au cetățenie norvegiană și română.

## Succesiunea evenimentelor
- În 8 octombrie 2015, directoarea școlii din satul Vevring, unde învață cele două fete mai mari ale familiei Bodnariu, a sesizat telefonic Serviciul local de Protecție a Copilului (Barnevernet). Nu se cunosc motivele exacte care au stat la baza sesizării, dar se știe că în Norvegia există obligația legală a sesizării dacă un cadru didactic are suspiciuni privind rele tratamente ale părinților asupra copiilor. Se pare că directoarea ar fi făcut sesizarea pe motive religioase (exemplu: Eliana și Naomi ar fi spus la școală că „Dumnezeu pedepsește păcatul” sau că educația religioasă primită acasă le limitează dezvoltarea), dar și pe motiv că fetele ar fi fost „disciplinate fizic” de către părinți, în urma unei mărturii a fetelor. În sesizare, directoarea școlii din Vevring ar fi scris că nu există semne de violență fizică.[2]

- În 16 noiembrie 2015, Serviciul local de Protecția Copilului a luat în custodie cele două fete ale cuplului Bodnariu direct de la școală. Cei doi băieți de 5 și 2 ani au fost luați de acasă, unde se aflau împreună cu mama lor. În aceeași zi, Marius Bodnariu a fost dus de la serviciu la secția locală de Poliție pentru a da explicații despre tratamentele aplicate copiilor și a petrecut cîteva ore în secție. Marius Bodnariu susține că a fost arestat, dar nu este clar dacă a fost vorba despre o reținere în baza unui mandat sau despre o invitație pentru explicații.

- În 17 noiembrie, angajații Serviciului local de Protecția Copilului a luat în custodie și bebelușul Ezekiel, de 4 luni. Soții Bodnariu au declarat că nici directoarea școlii și nici Serviciul local de Protecție a Copilului din Naustdal nu i-au invitat la discuții și nu au realizat nici o anchetă socială între 8 octombrie, momentul sesizării, și 16 noiembrie, momentul luării în custodie a copiilor.[2]

- Pe 15 decembrie, Serviciul local de protecția copilului din Naustdal a declanșat procedura de decădere din drepturile părintești pentru Marius și Ruth Bodnariu și procedura pentru adopția celor cinci copii în alte familii. Motivația oficială pentru declanșarea procedurilor administrative este violența fizică asupra copiilor. Ulterior, cei cinci copii, inclusiv bebelușul de 4 luni, au fost plasați în trei familii norvegiene diferite, la distanțe de 3 – 5 ore de mers cu mașina de casa părintească. Părinții au avut dreptul de a-i vizita de două ori pe săptămână. Familia a reclamat întreaga procedură, cu accent pe imposibilitatea ca mama, Ruth Bodnariu, să-și alăpteze copilul sugar.[2]

## Reacția familiei
Într-un interviu difuzat de postul de televiziune Antena 3 în 17 decembrie 2015, părinții au admis că le-au aplicat copiilor „disciplină fizică”. Marius și Ruth Bodnariu au spus că este vorba despre „măsuri de corecție” de mică intensitate: „am luat de ureche, am dat o palmă la fund”, justificând astfel aceste acte: 
„Mai ales că soția a crescut aici, cunoaștem că nu sunt acceptate astfel de măsuri de corecție în educarea copiilor în Norvegia. Am încercat să evităm, dar apar situații în anumite condiții în care se ajunge și la măsuri de genul ăsta”—Marius Bodnariu
. 
„În situații de stres, cînd se ceartă copiii, cînd țin un copil în brațe și mîncarea e pe foc și doi se ceartă... În România nu e considerată violență. În Norvegia din păcate ăsta e caz penal”—Ruth Bodnariu
.
La sfârșitul anului 2015, familia Bodnariu a atacat în instanță decizia Serviciului local de protecția copilului de luare a copiilor în custodie, aducându-i acestuia următoarele acuze: 
- încălcarea Convenției cu privire la Drepturile Copilului, adoptată de Adunarea Generală a Organizației Națiunilor Unite la 20 noiembrie 1989, în special art. 5, 8, 9, 14, 18, art. 20 alin. 3 și art. 30;
- forța extremă și abuzivă a Barnevernet;
- lipsa unei anchete sociale prealabile;
- lipsa unei evaluări a impactului separării copiilor de părinți și a separării fraților prin plasarea în trei familii diferite;
- lipsa de transparență;
- interogatoriu fără translator și fără avocat, încălcându-se astfel dreptul la apărare;
- constrângerea de a nu contacta ambasada;
- lipsa unor evidențe de abuz fizic sau psihic asupra copiilor;
- întârzierea întocmirii documentației în limba română, așa cum prevede legea;
- mama nu-și poate alăpta bebelușul de 4 luni decât de două ori pe săptămână;
- presiuni asupra mamei (Ruth) să declare în mod mincinos că tatăl (Marius) este abuziv cu ea și că, declarând astfel, își va primi copiii;
- amenințări la adresa lui Marius să nu facă public cazul, riscând în caz contrar să nu-și mai vadă copiii niciodată;
- plasarea copiilor în orașe diferite, la distanță de 3 - 5 ore de casă, inclusiv a bebelușului de trei luni care trebuie alăptat, deși avocatul a găsit o locație în apropierea casei părintești;
- manipularea copiilor prin întrebări direcționate, pentru a da declarații prin care părinții să fie incriminați.[3]

## Reacții în România
- În 11 decembrie, președintele Klaus Johannis, căruia președintele Cultului Penticostal i-a solicitat implicarea, a trimis petiția la Ministerul Afacerilor Externe.
- În 19 decembrie, Ministerul Afacerilor Externe a anunțat într-un comunicat că: „monitorizează cu atenție situația”, că „misiunea diplomatică română la Oslo s-a aflat în contact permanent cu familia în cauză pentru acordarea de sprijin și asistență consulară” și că „a informat Autoritatea Națională pentru Protecția Drepturilor Copilului și Adopție”.
- În răspunsul din 23 decembrie pentru președintele Cultului Creștin Penticostal din România, MAE atrage atenția că sistemul de protecție a copilului din Norvegia „este complet descentralizat, nefiind admise imixtiuni din partea autorităților guvernamentale centrale în activitatea serviciilor locale. În egală măsură, instituțiile locale sunt refractare față de intervențiile externe, exercitate pe canale diplomatice și consulare”.

## Reacții în Norvegia
Reprezentanții Consiliului Liderilor ai Mișcării Penticostale din Norvegia au afirmat că penticostalii nu sunt persecutați în Norvegia și că ei consideră că autoritățile norvegiene tratează locuitorii în mod just și cu profesionism. Ei au refuzat să comenteze cazul Bodnariu.
„Biserica trebuie să redea dragostea necondiționată a lui Dumnezeu pentru copii și nu găsim niciun argument teologic credibil pentru a folosi violența fizică drept mod de pedepsire a copiilor, atunci când ei fac ceva greșit.”—Sigmund T. Kristoffersen, Lider al Consiliului Liderilor ai Mișcării Penticostale din Norvegia

## Legături externe
- Ultimele știri din presa românească despre „Cazul Bodnariu” la Newskeeper